# Buire-le-Sec
Buire-le-Sec (Aussprache [bɥiʁ lə ˈsɛk]) ist eine französische Gemeinde mit 752 Einwohnern (Stand: 1. Januar 2022) im Département Pas-de-Calais in der Region Hauts-de-France. Sie gehört zum Arrondissement Montreuil und zum Gemeindeverband Les 7 Vallées. Die Einwohner werden Buirois und Buiroises genannt.

## Geographie
Die Gemeinde Buire-le-Sec liegt etwa 18 Kilometer östlich der Ärmelkanalküste auf einem Plateau zwischen den Flüssen Canche und Authie, 13 Kilometer südöstlich von Montreuil-sur-Mer. Nachbargemeinden von Buire-le-Sec sind Campagne-lès-Hesdin im Norden und Osten, Saint-Rémy-au-Bois im Südosten, Maintenay im Süden, Roussent im Südwesten sowie Boisjean im Westen und Nordwesten.

## Bevölkerungsentwicklung
| Jahr                      | 1962 | 1968 | 1975 | 1982 | 1990 | 1999 | 2006 | 2012 | 2022 |
| Einwohner                 | 643  | 604  | 543  | 551  | 663  | 788  | 798  | 799  | 752  |
| Quelle: Cassini und INSEE |      |      |      |      |      |      |      |      |      |

## Sehenswürdigkeiten
- Kirche Saint-Maurice aus dem 12./13. sowie aus dem 16. Jahrhundert
- Schloss Romont

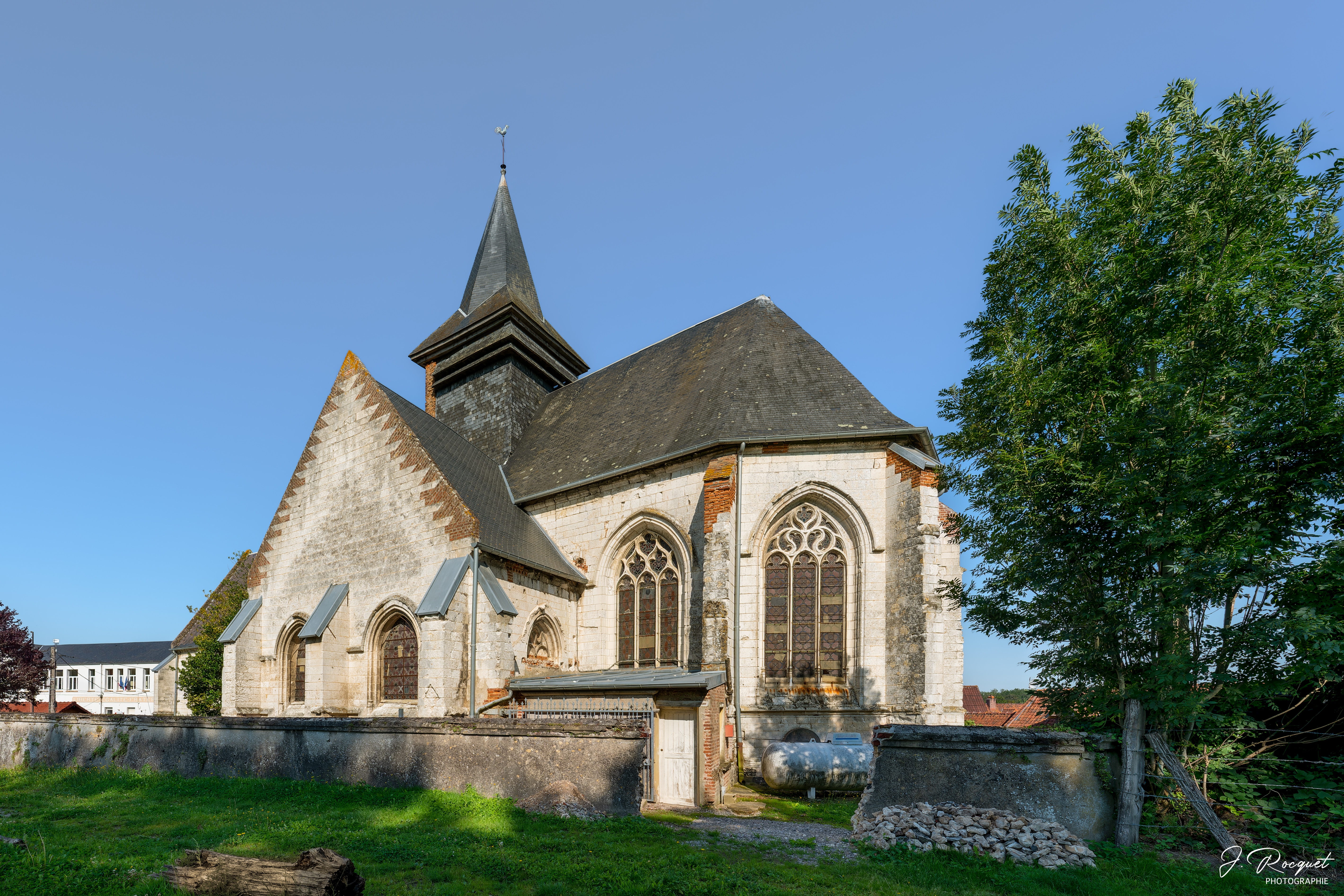
Kirche Saint-Maurice
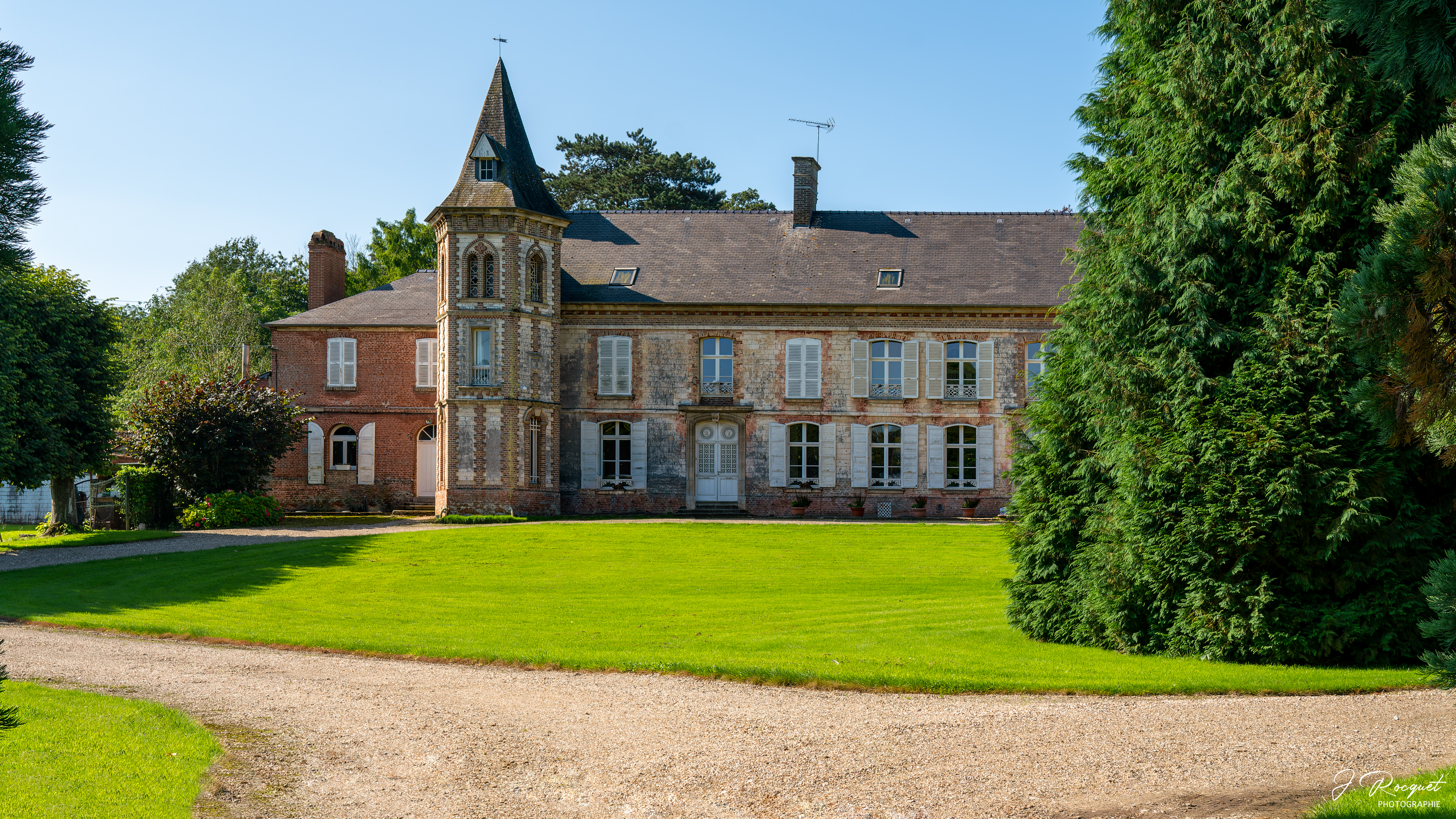
Schloss Romont
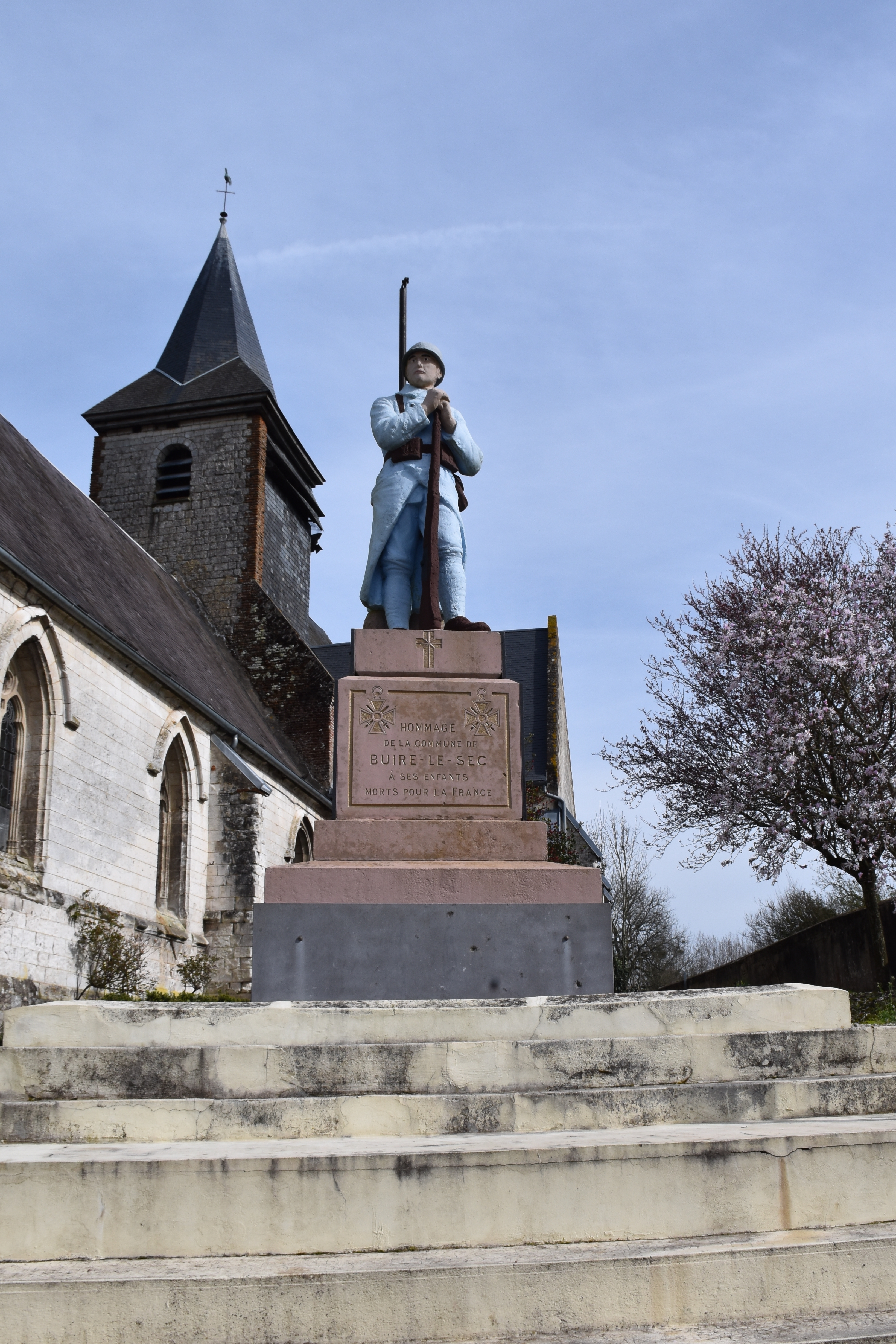
Gefallenendenkmal